# Nynická skupina

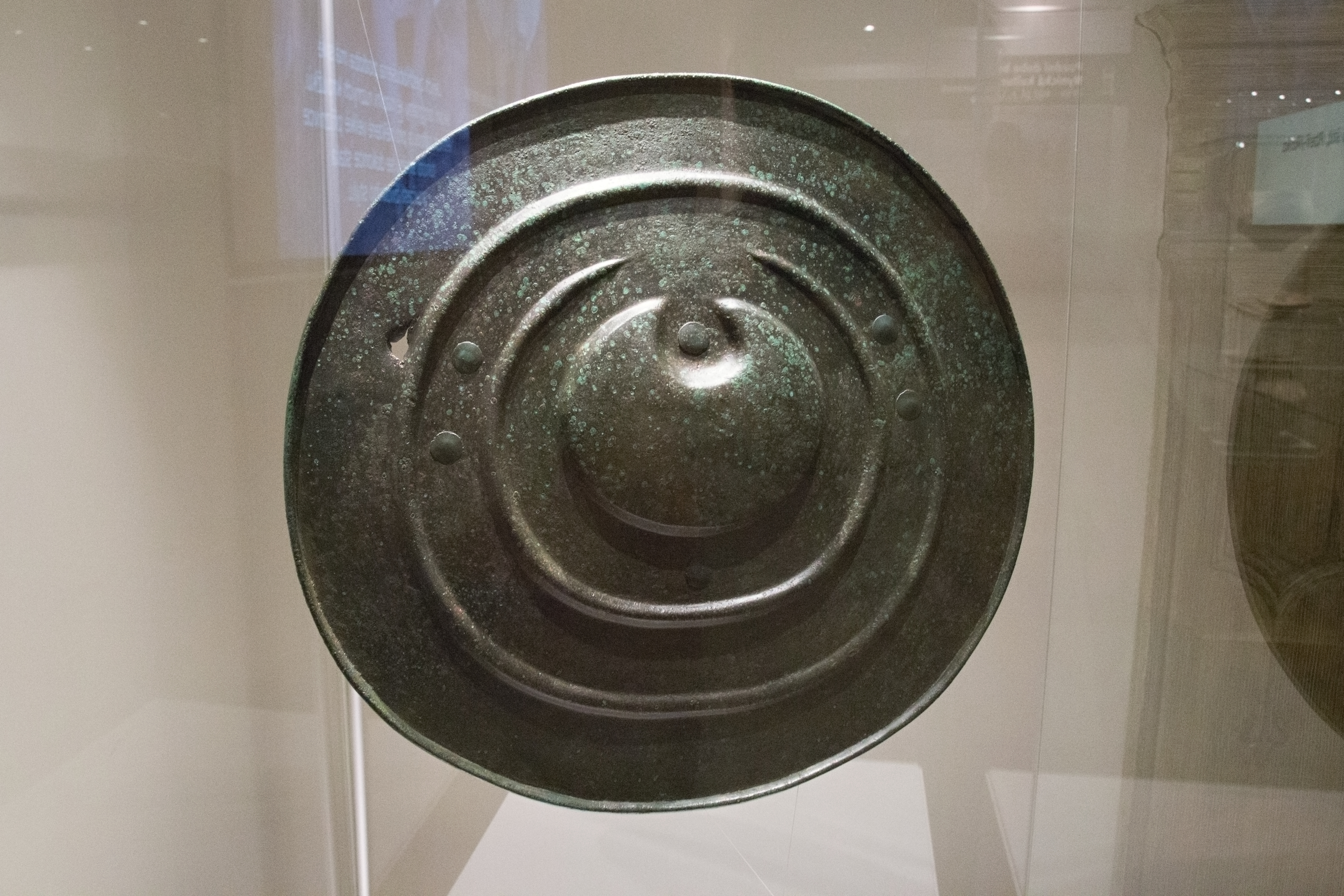
Bronzový štít z období nynické kultury, 950 – 750 před n. l. Západočeské muzeum v Plzni.

Nynická skupina je archeologická kultura, která získala jméno po obci Nynice v západních Čechách, v okrese Plzeň-sever. Zde bylo nalezeno žárové pohřebiště a hroby s kamenným obložením, jež pochází z pozdní doby bronzové, konkrétně z let 950–800 př. n. l. Archeologové rozeznávají starší fázi, ve které přetrvávají prvky starší milavečské kultury a mladší fázi s výskytem nových tvarů keramiky, které přetrvaly až do období halštatské kultury. Druhová i tvarová rozmanitost bronzových artefaktů dosáhla v nynické kultuře vrcholu. Nynická kultura již zcela opustila pohřbívání pod mohylami, budovala rovinná sídliště a rozsáhlá silně opevněná hradiště na vrcholcích kopců a na temenech stolových hor. Významným a dobře prozkoumaným výšinným sídlištěm nynické skupiny bylo hradiště Hradišťský vrch u Konstantinových Lázní.